# Фагель, Франц
Франц Фагель (фр. François Nicolas Fagel; 1645 — 23 февраля 1718) — нидерландский генерал, барон.
Командовал войсками при защите Монса (1691) и осаде Намюра (1695) и Бонна (1703). В 1705 году взял Валенсию и довёл до конца осаду Бадахоса. Сражался при Рамильи и Мальплаке; в 1711 году заставил сдаться крепость Бушен; в 1712 году устроил переход через Шельду и удачно штурмовал Ле-Кенуа.